# Le Village magique
Pour plus de détails, voir Fiche technique et Distribution.
Le Village magique est un film franco-italien réalisé par Jean-Paul Le Chanois, sorti en 1955, tourné dans un des Villages magiques fondés en 1950 pour les lectrices du magazine Elle, qui sont devenues ensuite le Club Med.

## Synopsis
L'intrigue met en scène des vacances dans un "village de toile" du Club des villages magiques, fondé en 1950 pour les lectrices du magazine Elle, où on se baigne en bikini dans la mer sicilienne, se dore au soleil et organise des concours de beauté, au cours desquels « une pimpante grand-mère est élue, à l'attendrissement général, "Miss Village magique" ».
Robert, architecte à Paris, convainc sa fiancée Lucienne de partir en Sicile avec un groupe dans ce village de vacances sous la tente, mais il est retenu au dernier moment à Paris pour dix jours par son travail. Il laisse Lucienne partir seule pour ne la rejoindre que quelques jours plus tard, profitant du départ d'un groupe suivant. 
Dans le train qui l’emmène en Italie, Robert rencontre Thérèse, une jeune sicilienne, fixée à Paris, en pèlerinage au pays. Sa fiancée est absente du camp lorsque Robert arrive, car partie avec des amis pour une excursion le long de la côte et il peut continuer à fréquenter Thérèse. Les deux jeunes gens tombent réciproquement amoureux et échangent de « chastes baisers », puis de « furtives caresses » mais elle repousse Robert dès que sa fiancée réapparaît. 
Après une nuit d'amour, c'est la jeune sicilienne qui prend une décision, car Robert n'arrive pas à se séparer de sa fiancée qui l'attend: ils se sépareront à jamais, car elle ne veut pas quitter la terre de ses parents. Robert doit accepter mais finalement choisira Thérèse: à la fin des vacances, il saute du train pour laisser partir Lucienne seule et rester sur place avec la jeune sicilienne, qui veut rester au pays de sa famille.
L'intrigue inclut aussi une importante « parenthèse sociale », sur le ton à la fois humoristique et militant prisé par le metteur en scène, évoquant directement l'actualité sociale et politique du début de l'année 1955 dans une région de la Sardaigne, même si le film a été tourné, lui, dans un village de Sicile : au conseil municipal du village où se trouve le village de tentes, « d'affreux bigots, ennemis des bikinis, des shorts et des cures solaires, complotent pour chasser les étrangers impudiques des rivages ancestraux », sur fond de polémiques politiques, le réalisateur allant jusqu'à « abandonner la peinture des plaisirs touristiques » pour « exposer son point de vue sur la réforme agraire en Sicile », ce qui amène la critique à estimer qu'il se disperse.

## Inspiration
L'association du Club des Villages magiques, fondée en 1950, pour des villages de tentes, créée par l'éditeur du magazine «Elle» pour les lectrices en vacances, a fusionné ensuite en 1956 avec Club Méditerranée. Il avait créé dès sa première année d'existence un village de tentes dans le village où a été tourné le film, connu pour ses « danses effrénées et amours fulminantes ». À la suite du film, « les Français devinrent fous de cet endroit ». 
Les chemins de fer des années 1960 avaient mis en place  une voie ferrée juste devant le Club, pour faciliter les arrivées et les départs

## Production

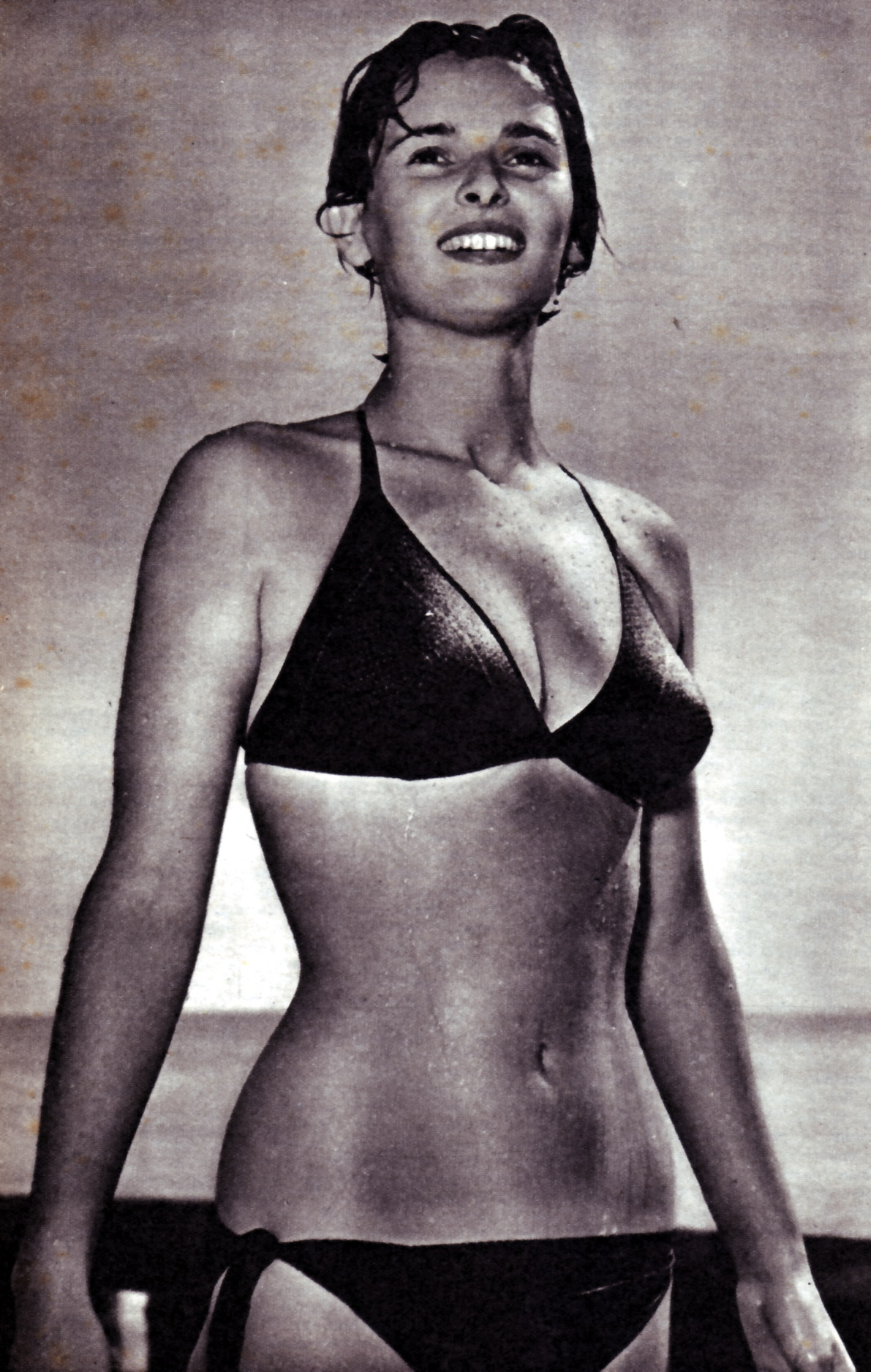
Lucia Bosè en 1950.

Le tournage est suivi par des hebdomadaires français. L'actrice principale Lucia Bosè, Miss Italie 1947 à l'âge de 17 ans, issue d'une famille ouvrière communiste, était vendeuse dans une chocolaterie avant de devenir l'une des premières stars italiennes sur grand écran, juste avant Gina Lollobrigida et Sophia Loren,  qui n'est reconnue comme « nouvelle figure de proue du cinéma italien » qu'en décembre 1955.
Elle tourne pour les plus grands réalisateurs des années 1950 (De Santis, Antonioni, Soldati, Fabrizi, Emmer, Buñuel, Cocteau)  et de la décennie suivante (Taviani, Fellini, Bolognini, Cavani). Elle en tourne six, entre 1951 et 1955, avec Walter Lucia, son amant, quitté en 1955, l'année de sortie du film, peu avant qu'elle ne rencontre la même année, lors du tournage de Les égoïstes de l'espagnol Juan Antonio Bardè, son mari le torero «mythique» espagnol Luis Miguel Dominguìn, jusque là lié à Ava Gardner. Chiari n'a pas un rôle très important mais la mémoire italienne se souvient un demi-siècle après des « inoubliables protagonistes, Lucia Bosè et Walter Chiari ».
Lors du tournage du Village magique, elle fait la Une de l'hebdomadaire catholique Radio cinéma télévision, ancêtre de Télérama . La même année, en 1954, elle a tourné avec Brigitte Bardot dans un mélodrame d'espionnage. Lucia Bosè, enchaîne ensuite avec Cela s'appelle l'aurore', , le premier des films où Luis Buñuel « dispose de budgets plus importants », d'après le roman éponyme d'Emmanuel Roblès, sorti en 1956
, une histoire d'adultère sur fond de drame social dans un village de de Corse, en bord de mer, en partie tourné à Bastia.
Né lui aussi dans un milieu modeste, l'acteur principal Robert Lamoureux, est une vedette des comédies de théâtre de boulevard, où il impose un personnage mince, séduisant et drôle, révélé dans Papa, Maman, la Bonne et moi (1954), du même Jean-Paul Le Chanois et tourné au même moment, inspiré d'un de ses numéros de cabaret, et qui a immédiatement une suite Papa, Maman, ma Femme et moi (1955). Le tournage commence dès 1953, et se poursuit en 1954, notamment sur le promontoire de Santa Lucia, bondé de réalisateurs et d'acteurs, où le film est presque entièrement tourné, le jardin public et la Cathédrale, ou la pinède abritant les tentes, et dure jusqu'au printemps 1955. 
Angelo Varzi, photographe exclusif du «Village Magique» , s'était installé dès 1950 en Sicile, après avoir appris l'ouverture imminente à Cefalù du "Village de tentes", où il prend contact avec le photographe local Salvatore Maranto, puis en décembre 1950 ouvre son studio «Foto Moderna», en participant activement à la vie sociale locale, ce qui l'amènera à épouser Pina Bonaviri le 30 octobre 1954. Son travail diffuse l'image de Cefalù en Italie et à l'étranger, publiée dans « d'innombrables magazines et revues ». Sa série numérotée de cartes postales en noir et blanc apporte une rare documentation sur les événements, usages, coutumes, traditions et transformations subies par le village. En 1958, l'Autorité provinciale du tourisme de Palerme lui décerne une médaille d'or. 
Il suit et documente tous les mouvements du tournage, en noir et blanc, alternant paysages, pêcheurs et lavandières, rues solitaires et monuments, sublimant les gens ordinaires, aux côtés des célébrités. Un cliché de septembre 1953 montre l'actrice Delia Scala, alors fiancée avec Walter Chiari, très proche du célèbre chanteur Domenico Modugno, dont une chanson apparait au générique. Le fonds d'archives a été complété par celui du studio photographique de Giovanni Brocato à Cefalù, actif dans les années 1940.
Jean-Paul Le Chanois a choisi comme principal assistant le jeune réalisateur de cinéma italien Vittorio De Seta, dont c'était le deuxième film, qui a grandi à Palerme en Sicile et arrêté au même moment ses études d'architecture pour changer de métier, à la demande de Jean-Paul Le Chanois. C'est Vittorio De Seta qui a écrit le scénario, avec un cinéaste italien engagé, Vitaliano Brancati.
Vittorio De Seta estime alors qu'il n'est pas fait pour le cinéma industriel. Il avait débuté l'année précédent la sortie du film une série de documentaires dans l'extrême Sud italien, à travers la Calabre, la Sicile et la Sardaigne avec sa caméra 16 mm, pour en rapporter des témoignages à caractère ethnographique non dénués d'inspiration poétique. 
Il subira ensuite l'échec d'un projet de film sur le syndicaliste agricole sicilien Salvatore Carnevale, assassiné par la mafia le 16 mai 1955, un mois après la sortie du film, , pour avoir soutenu et incité les paysans dans leur lutte pour un partage légal des terres, qui sera cependant tourné quand même plus tard, sous une approche largement hagiographique, Un homme à brûler, des frères Taviani,  et une autre, plus rigoureuse, Salvatore Giuliano (1962) de Francesco Rosi, conçu comme une enquête et une démystification du bandit d'honneur.
Trois ans après Le Village magique, Vittorio De Seta avait tourné en Sardaigne, en 1958, Pastori di Orgosolo et Un giorno in Barbagia, qui annoncent son premier long métrage Bandits à Orgosolo (1961). Ce dernier précède les deux films consacrés à Salvatore Carnevale. Ses films, accueillis par un vif succès critique, « montre pour la première fois avec rigueur les problèmes des paysans pauvres amenés à devenir des hors-la-loi. En tournant Padre padrone, sorti en 1977, les Taviani se souviendront de la leçon de De Seta. ». 
L'autre assistant sur Le Village magique est le jeune Pierre Granier-Deferre, lui aussi futur cinéaste engagé.
Deux semaines  après la sortie, le grand prix du cinéma français est attribué ce matin à une forte majorité à un autre film de Jean-Paul Le Chanois "Les Evadés" et trois mois, on apprend qu'il est en tournage pour Papa, Maman, ma Femme et moi.
Au cours du  tournage du film, Jean-Paul Le Chanois s'est mis à dos certains techniciens italiens, parce qu il était trop exigeant avec eux.

## Accueil critique
Le critique du quotidien Le Monde, Jean de Baroncelli, prend ses distances par rapport à l'engagement politique, dans certaines scènes, du metteur en scène, qui fut proche avant-guerre du Front populaire, mais loue ce qu'il appelle un « film bleu et rose : bleu comme les guides du même nom et rose comme les sentiments de ses héros », en saluant des paysages magnifiques, une « ambiance sympathique » et une « mise en scène habile ».
Les Cahiers du cinéma voient dans Le Village magique « un film bâtard où se mélangent au moins trois films différents dont le moins surprenant n'est pas ce brusque documentaire » sur les problèmes sociaux en Sicile.

## Autour du film
Le film a été tourné dans la localitè de Cefalù en Sicile.

## Fiche technique
- Titre français : Le Village magique (ref. l'affiche)
- Titre italien : Vacanze d'amore
- Réalisation : Jean-Paul Le Chanois, assisté de Pierre Granier-Deferre et Vittorio De Seta
- Scénario : Vitaliano Brancati et Vittorio De Seta
- Décors : Raymond Gabutti
- Musique : Joseph Kosma
- Photographie : Marc Fossard
- Son : René Sarazin
- Montage : Emma Le Chanois
- Année de tournage : 1953
- Sociétés de production : Champs-Élysées Productions  - Del Duca Films  - Al.Mo Film
- Distributeur d'origine : Les Films Corona
- Pays d'origine :  France /  Italie
- Langue originale : français
- Format : couleur par Ferraniacolor – 1,37:1 – Monophonique – 35 mm
- Genre : Comédie de mœurs
- Durée : 95 minutes
- Dates de sortie :
  - France : 22 mars 1955
  - Italie : 7 avril 1955
  - Belgique : 8 juillet 1955

## Distribution
- Robert Lamoureux : Robert
- Lucia Bosè : Thérèse Miceli
- Hélène Rémy : Lucienne Dumas
- Delia Scala : Agatina
- Walter Chiari : Momo
- Umberto Spadaro : Don Puglisi
- Jacqueline Plessis : Colette
- Giovanni Grasso : Sindaco
- Domenico Modugno : un frère d'Agatina
- Renato Chiantoni : Eduardo
- Yvon Jeanclaude : Pierre
- Françoise Hornez : la jeune mariée
- Jacques Riberolles : le jeune marié
- Maria Chiantoni : Dona Rosalia
- René Clermont : l'homme chiffres
- Germaine de France : la dame âgée
- Judith Magre : La Panthère
- Michel Le Royer : Bernard
- Pascale Roberts : une jeune fille
- Jany Vallières : Madeleine
- Jean Péméja : Gaston
- Marcelle Praince : la mère de Robert
- Robert Rollis : le campeur idéal